# Alexis Falize
Alexis Falize est un joaillier né à Liège (Belgique), le 21 septembre 1811 et mort à Moret-sur-Loing (Seine-et-Marne), le 21 juin 1898.

## Biographie
Alexis Falize est né à Liège en 1811 d'un père bottier,. Il va néanmoins commencer sa carrière en France, à Paris, où il entre en 1833 dans l'entreprise de joaillerie Mellerio Frères,. Il travaille pour diverses entreprises jusqu'à fonder la sienne en 1838 dans la Galerie de Valois. 
Son entreprise fournit alors d'autres joailliers tels que Janisset ou Boucheron,.
L'année suivante, Alexis Falize donne naissance à un fils, Lucien Falize qu'il forme à la joaillerie. 
Ce dernier reprendra les rênes de l'entreprise en 1876 alors qu'Alexis prend sa retraite,. Alexis Falize meurt en 1898 à Moret-sur-Loing.

## Galerie

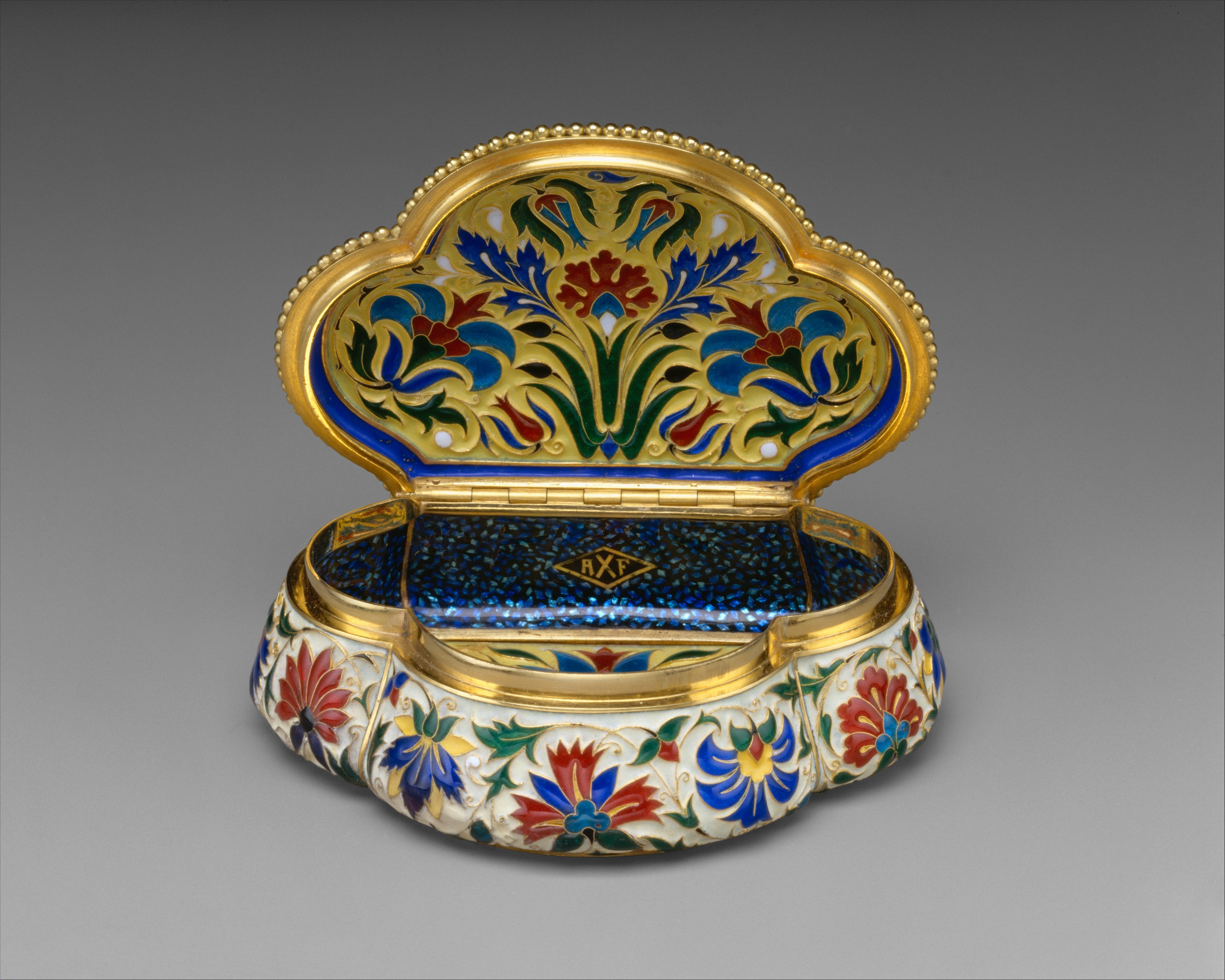
Boîte, c. 1875, émail et or, MET.
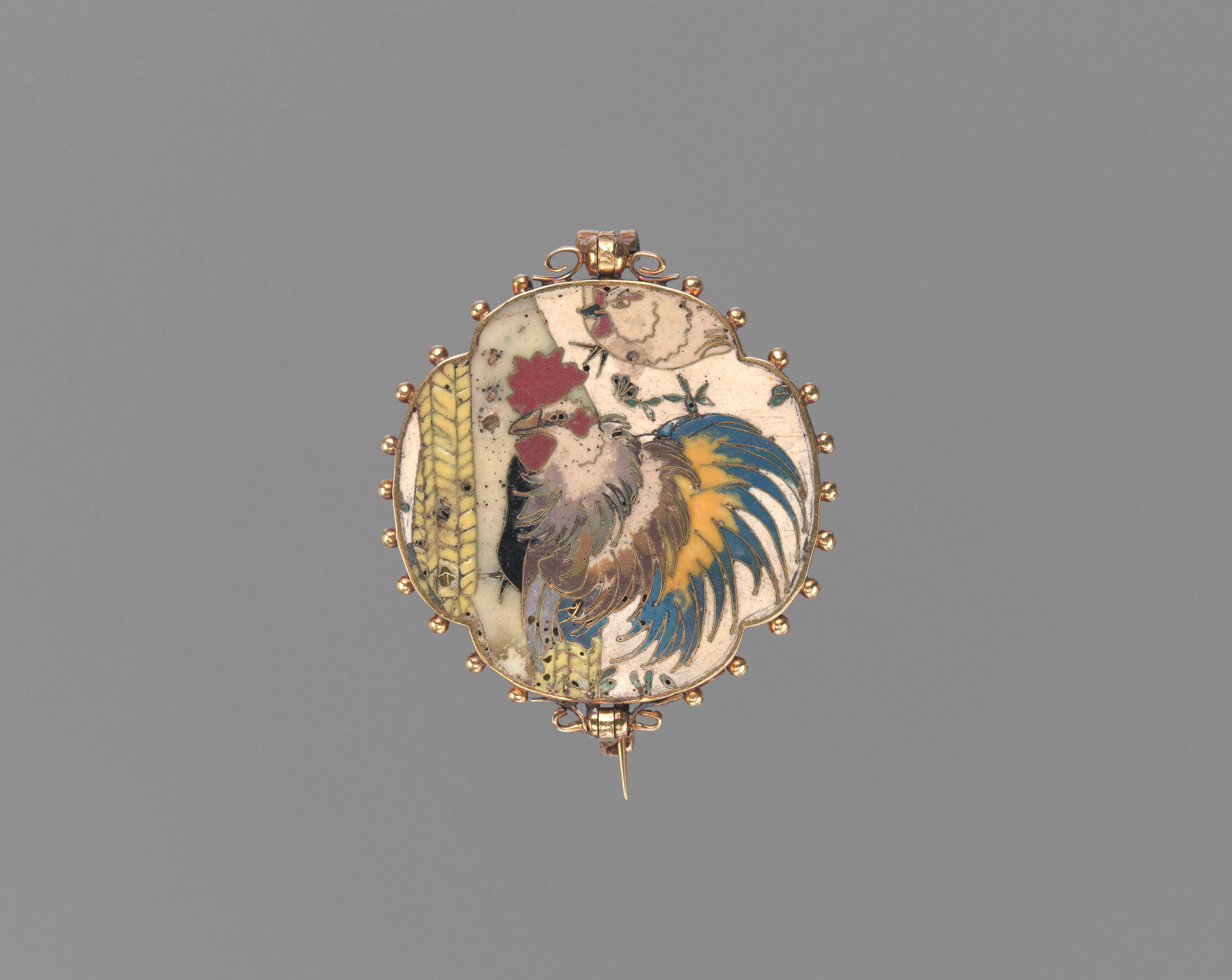
Broche réversible, c. 1869, émail et or, MET.
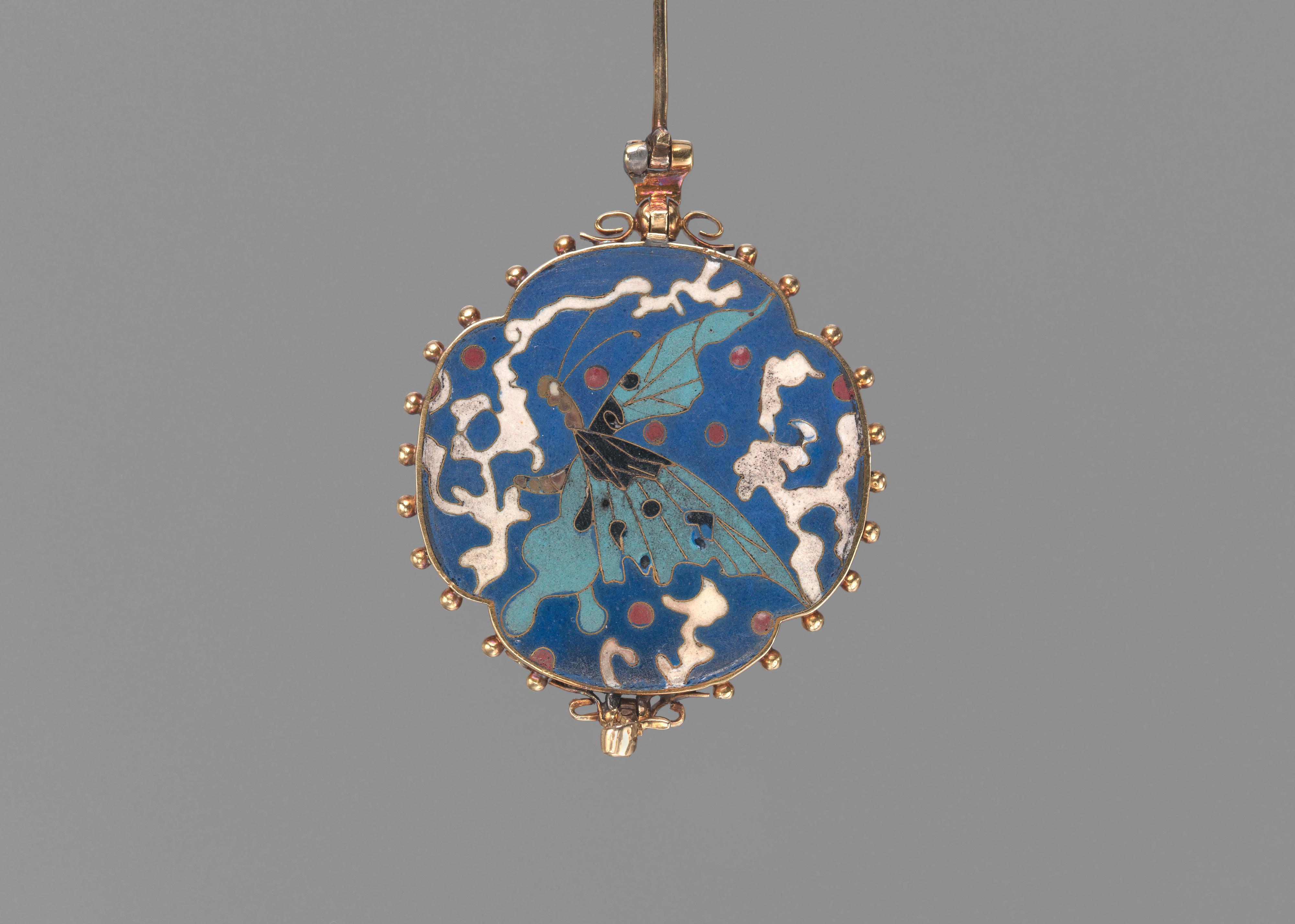
Broche réversible, c. 1869, émail et or, MET.